# Viktor Pacajev
Viktor Ivanovič Pacajev, rusky Виктор Иванович Пацаев (19. června 1933 Akťubinsk, Kazašská SSR – 29. června 1971 vesmír) byl tragicky zesnulý sovětský kosmonaut ruské národnosti. Zemřel při návratu z vesmírné mise.

## Život
Základní školu absolvoval v městě Něsterevo. Studoval fotogrammetrii na Moskevské vysoké škole, pak se zapsal na Vysokou školu průmyslovou v Penze. Po úspěšném zakončení studia se roku 1955 stal strojním inženýrem v oboru jemné mechaniky a nastoupil ve městě Dolnoprudnyj do Ústřední aerologické laboratoře patřící Hydrometeorologické službě SSSR. Zde se podílel na vývoji měřicích přístrojů, používaných u výškových raket při průzkumu atmosféry. V roce 1958 dostal Ing. Pacajev umístěnku do Koroljovovy konstrukční kanceláře OKB-1 (pozdější RKK Eněrgija).
V roce 1968 byl přijat do týmu připravujících se kosmonautů, absolvoval příslušné prohlídky, kurzy, prostudoval konstrukce Sojuzů. Počítalo se s ním pro projekt Kontakt týkající se výzkumu Měsíce. Jako inženýr výzkumník byl jmenován na let Sojuzu 11 v roce 1971.
Psal různé odborné články, ale také recenze filmů a články z kultury, ze studentského života. Byl ženatý, měl dvě děti a sestru Galju. Byl sportovně nadaný, perfektně šermoval fleretem.

## Let do vesmíru
Už jeho první let v kosmické lodi Sojuz 11 v roce 1971 skončil katastrofou. Původně jmenovaná posádka pro onemocnění Kubasova neletěla, vysláni byli náhradníci. Posádka ve složení Georgij Dobrovolskij, Vladislav Volkov a Viktor Pacajev se v pořádku spojila s orbitální stanicí Saljut 1, zjistili zde nedýchatelný vzduch plný kouře. Po odstranění závady řadu dní plnili zadané úkoly. Pro zhoršování fyzické kondice posádky bylo rozhodnuto program letu zkrátit. Pacajev zde oslavil své 38. narozeniny jako první člověk ve vesmíru.
Večer 29. června se oddělil Sojuz 11 od stanice Saljut a započal se sestupem. Při sestupové fázi byly pyrotechnicky odpáleny spojovací šrouby s nepotřebným obytným modulem. Otřesem výbuchu se však neplánovaně otevřel odvětrávací ventil už ve výši 186 km nad povrchem. Vzduch unikl během třiceti sekund a všichni kosmonauti zahynuli zadušením po letu trvajícím 570 hodin. Přistávací modul na padácích měkce přistál za asistence čekajících vrtulníků. Smrt kosmonautů byla zjištěna až po přistání kabiny na Zemi Posmrtně byl vyznamenán Zlatou hvězdou Hrdiny Sovětského svazu a Leninovým řádem.